# Гококу-Мару (520)
Гококу-Мару (520) (Hokoku Maru) — транспортне судно, яке під час Другої світової війни брало участь у операціях японських збройних сил на Тихому океані. 
Первісно судно мало назву Li Liang  та належало до китайської юрисдикції. В 1940-му воно перейшло під контроль Імперського флоту Японії та було перейменоване на «Гококу-Мару». 
Вдень 30 травня 1945-го судно, що мало на борту вантаж лісоматеріалів та копри, знаходилось у Яванському морі за сотню кілометрів на північ від Банджермасіну (південне узбережжя Борнео). Тут воно було торпедоване та потоплене американським підводним човном USS Blenny, при цьому більшість екіпажу врятували інші судна, а когось навіть підбрала субмарина.